# Ganglión
Un ganglión es un tumor benigno que aparece generalmente alrededor de las articulaciones, la mano o el pie.
Su causa es desconocida. El tumor se desarrolla a lo largo de varios meses, y generalmente no presenta síntomas. Si el paciente no presenta dolor, simplemente debe informársele de que el ganglión no es cáncer y que debe vigilarse y esperar a que desaparezca por sí solo. En torno al 33 % desaparecen en 5 años, y el 50 % en 10 años. Otros son crónicos. La cirugía es una opción, pero no es necesaria si no hay dolor. Algunas complicaciones son la compresión de la arteria radial, el síndrome del túnel carpal, la rigidez en las articulaciones o la formación de cicatrices.
El tumor contiene un líquido de color claro, similar al líquido sinovial normal, pero más espeso.
No se debe confundir con ganglio. Es un error frecuente el uso incorrecto de la palabra "ganglión" con el sentido de  ganglio nervioso, por influencia del inglés ganglion (que significa ganglio nervioso).

## Etiología
Los quistes sinoviales son de causa desconocida (idiopáticos). Presumiblemente, representan una variante de la normalidad en las articulaciones o en la función de la vaina del tendón. Hay teorías que los relacionan con traumatismos articulares.

## Patogenia
Un ganglión es un tumor quístico benigno formado a expensas de las sinoviales tendinosas o articulares, que se localiza en las aponeurosis o los tendones, preferentemente alrededor de las articulaciones de las manos y los pies. Aparece como manifestación clínica de degeneración mixoide sinovial.
Está formado por una pared fibrosa con un contenido mucinoso rico en polisacáridos, por lo que no son malignos. El tamaño del ganglión puede variar con el tiempo e incluso pueden desaparecer por completo de forma espontánea. Su localización más frecuente es alrededor del dorso de la muñeca y de los dedos; el 80% de todos los gangliones se localizan alrededor de la articulación de la muñeca, especialmente en el área de los huesos escafoides y semilunar.

## Diagnóstico
El diagnóstico de un quiste sinovial o ganglión usualmente se basa en su localización, su aspecto clínico y su consistencia. Su forma es redondeada u oval, de consistencia blanda o muy firmes, del tamaño aproximado de un guisante, y generalmente dolorosos al presionarlos. A menudo la luz pasa a través de estos quistes, y esto puede ayudar en el diagnóstico. Ocasionalmente se hacen pruebas de diagnóstico por imagen (radiografías, ecografías, RMN, etc.) para descartar otras lesiones articulares.

## Tratamiento
Inicialmente se suele observar su evolución para evitar la intervención. Pero, si el quiste es doloroso, limita la movilidad articular, o su apariencia es inaceptable al paciente, se valoran otros tratamientos:
- Eliminación del líquido del quiste para descomprimirlo, aspirándolo con una aguja, e inmovilizando la articulación mediante una férula.
- Si falla el tratamiento no invasivo, se plantea el quirúrgico. El objetivo de la cirugía es  eliminar el origen del quiste. Esto podría requerir la extracción de un trozo de cápsula articular o de vaina tendinosa cercana al ganglión. Al extraer el quiste de la muñeca, se aplica una férula en el período posoperatorio. Algunos pacientes pueden sentir dolor, molestias e inflamación en la zona de la intervención quirúrgica, pero la actividad habitual se reanuda completamente una vez que ceden las molestias. Aun cuando la cirugía ofrece los mejores resultados de éxito en la extracción de los gangliones, estos quistes pueden recidivar.[9]
- Cirugía artroscópica de ganglión:[10] Además de la cirugía a "cielo abierto", la exéresis mediante artroscopia está tomando protagonismo por sus ventajas en el postoperatorio. Mediante unas incisiones milimétricas en la articulación, se puede extirpar esta tumoración. Este procedimiento acelera la recuperación y disminuye el defecto estético de otras intervenciones.

## Imágenes

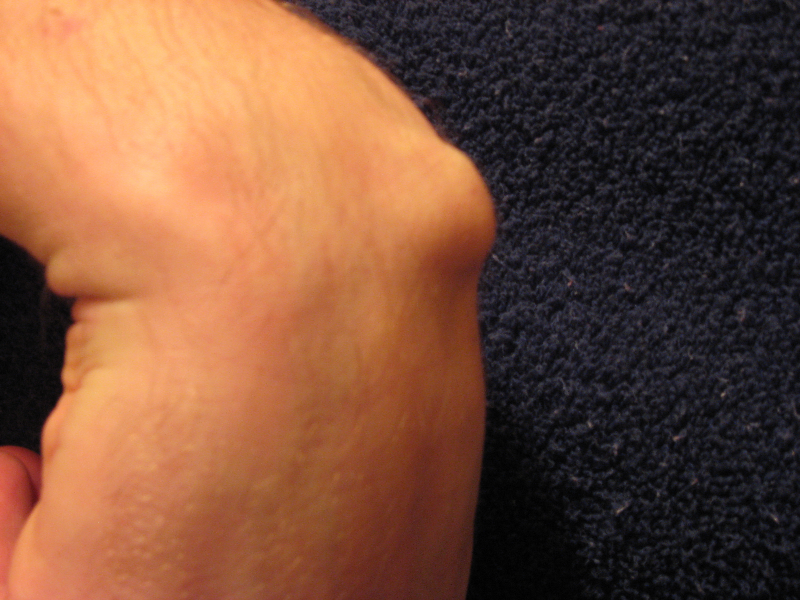
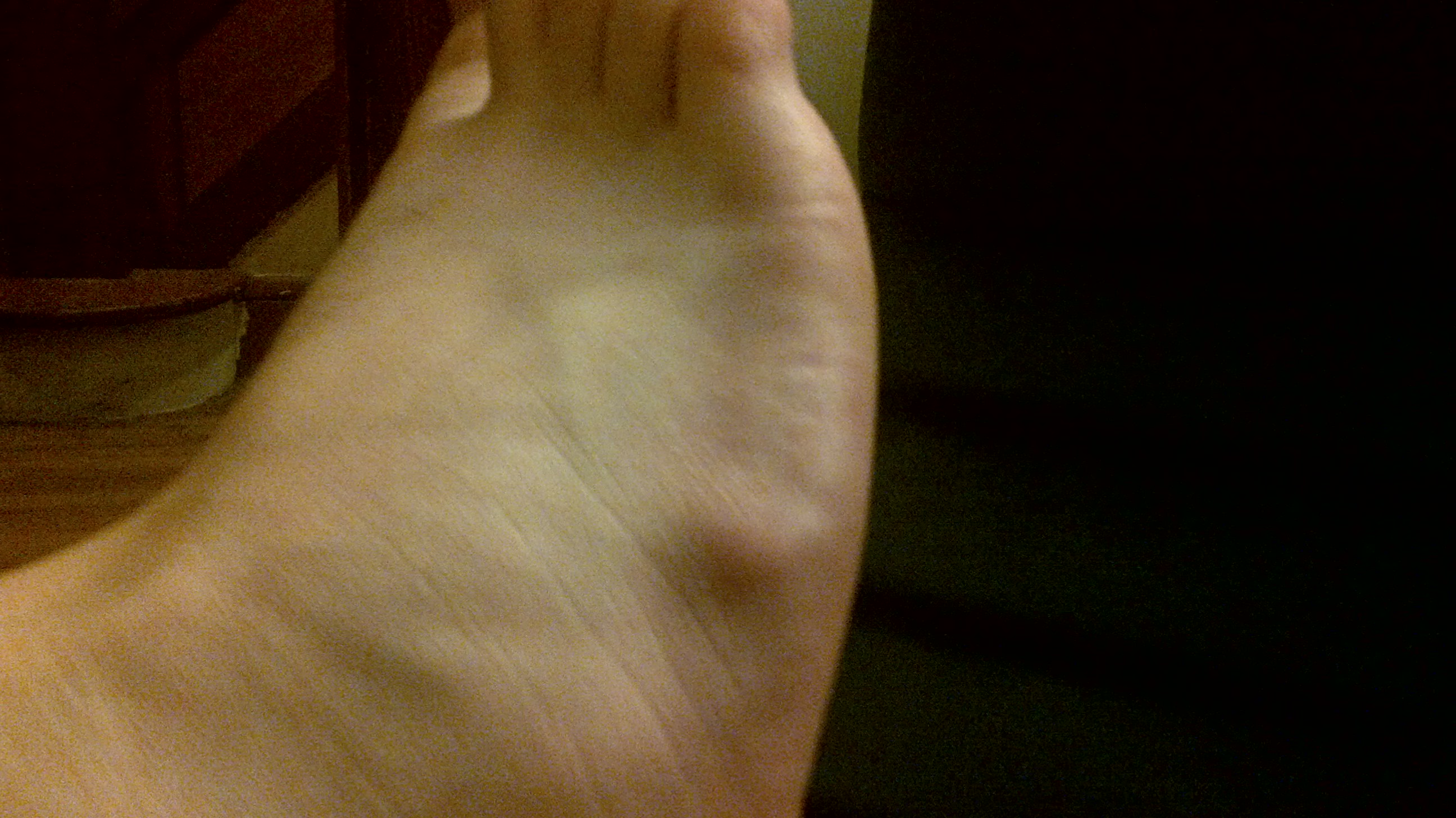
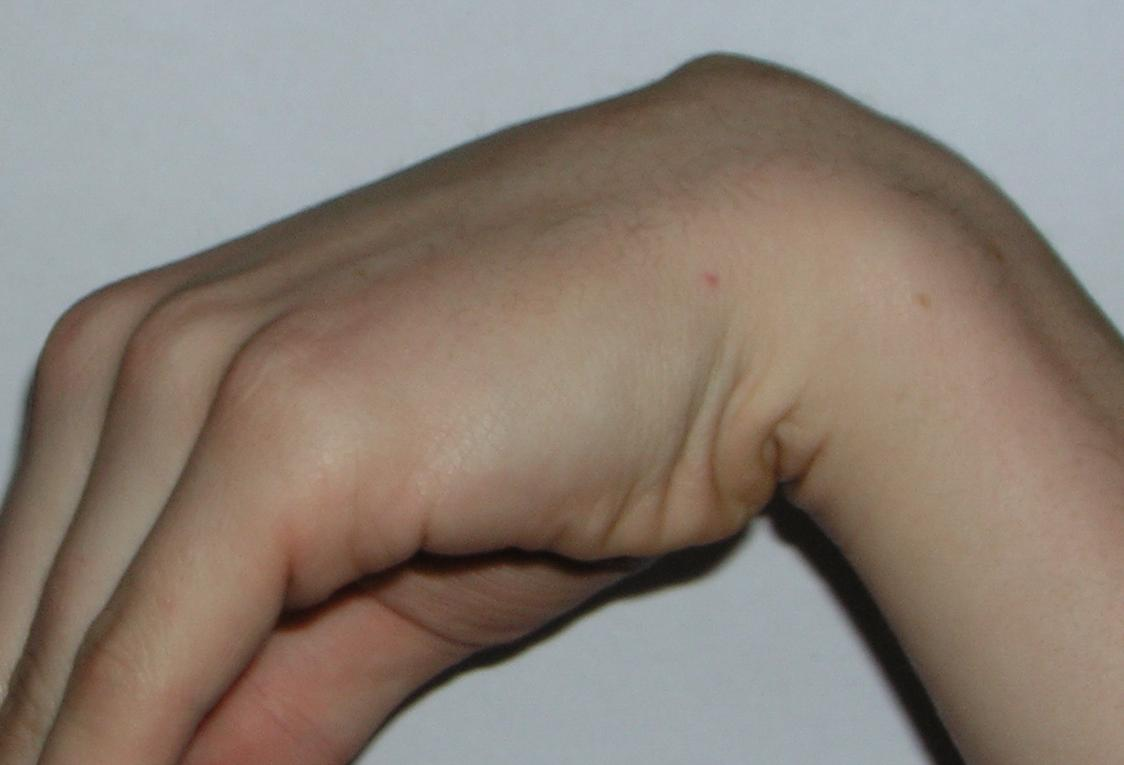
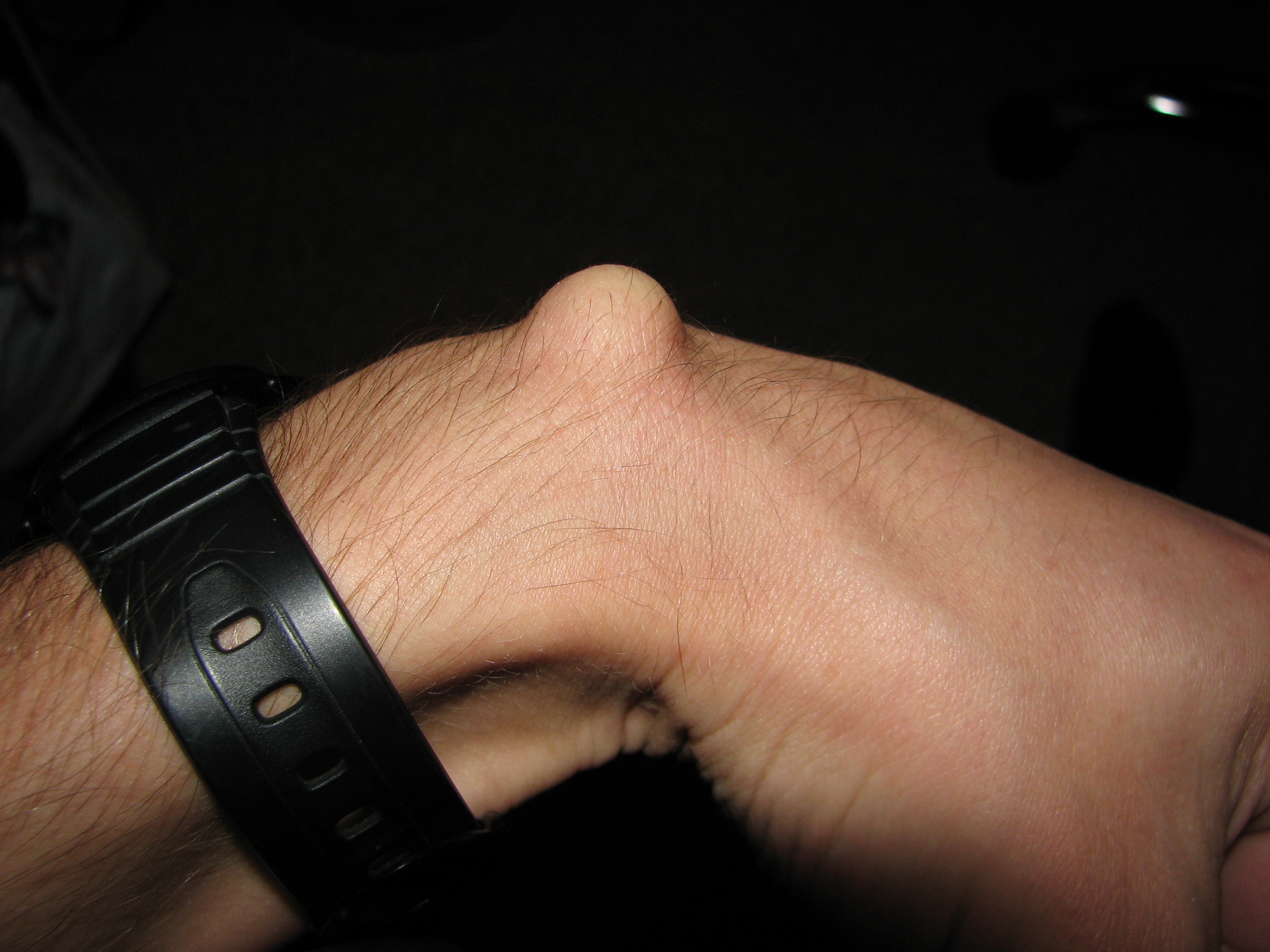
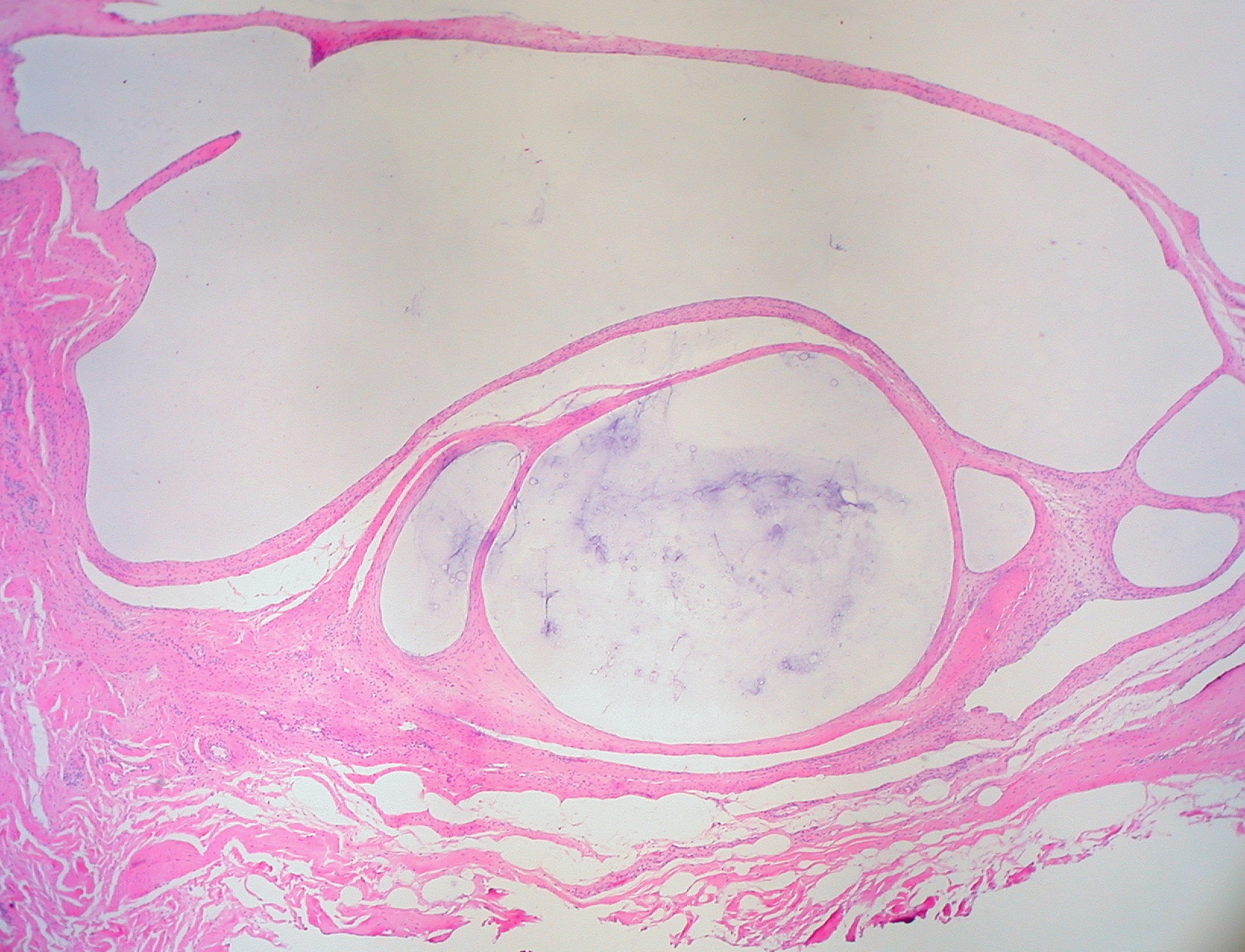